# Cratere Entellus
Entellus è un cratere sulla superficie di Dione.